# ジャニーズWEST 1st DOME TOUR 2022 TO BE KANSAI COLOR -翔べ関西から-
『ジャニーズWEST 1st DOME TOUR TO BE KANSAI COLOR -翔べ関西から-』（ジャニーズウェスト ファーストドームツアー 2022 とべかんさいから -とべかんさいから-）は、2023年7月26日に発売されたジャニーズWESTのライブ・ビデオ。

## 概要
2023年10月18日にジャニーズWESTからWEST.にグループ名が変更されたのでこれがジャニーズWEST名義での最後の映像作品のリリースとなった。
初回限定盤と通常盤の2仕様でのリリース。

## 収録内容

### Disc1（全形態共通）
1. OVERTURE
2. for now and forever
3. Big Shot!!
4. Mixed Juice
5. We are WEST!!!!!!!
6. INTER
7. one chance
8. INTER
9. W trouble
10. Anything Goes
11. 微笑み一つ咲かせましょう
12. プリンシパルの君へ
13. Don't Stop Loving
14. Cherry on top
15. しらんけど
16. ANS
17. 週刊うまくいく曜日
18. SOUL 2 SOUL
19. 間違っちゃいない。
20. Stray dogs.（Aぇ! group）
21. 関西アイランド 関西ジャニーズJr.
22. 星の雨
23. でっかい愛
24. INTER
25. YSSB
26. PARTY MANIACS
27. PUSH
28. Unlimited
29. アカンLOVE〜純情愛やで〜
30. 粉もん
31. ホルモン〜関西に伝わりしダイアモンド〜

### Disc2

#### 初回盤
1. INTER
2. 証拠
3. 僕らの理由
4. ムーンライト
5. サムシング・ニュー
6. INTER
7. ええじゃないか

- ENCORE

1. Calling
2. ズンドコ パラダイス
3. ホメチギリスト
4. アンジョーヤリーナ

- SPECIAL REEL

1. Can't stop / Criminal / Eternal 〈7.1 MAD LOVE TRILOGY〉
2. MC 〈7.1 TOMOHIRO KAMIYAMA BIRTHDAY〉
3. MC 〈7.30 NOZOMU KOTAKI BIRTHDAY〉
4. バンバンッ!! 〈8.11 TOUR FINAL -W ENCORE-〉
5. INTER -WESTERS- × 8TYPE

#### 通常盤
1. INTER
2. 証拠
3. 僕らの理由
4. ムーンライト
5. サムシング・ニュー
6. INTER
7. ええじゃないか

- ENCORE

1. Calling
2. ズンドコ パラダイス
3. ホメチギリスト
4. アンジョーヤリーナ

- SPECIAL REEL

TOUR DOCUMENTARY